# Capilla de María Santísima del Consuelo
La capilla de María Santísima del Consuelo fue un templo en el Distrito Noreste (Jerez de la Frontera) de Jerez de la Frontera. Esta capilla fue la sede de la Hermandad del Consuelo.

## Historia
Su historia se remonta a la Hermandad del Consuelo, la cual fue fundada en 1996 en la Parroquia de las Viñas. Tras años en este templo la hermandad decide marcharse a su barrio, El Pelirón, tras un cabildo celebrado en 2009, ese mismo año comenzaron las obras en dicho barrio, y tras finalizarse la nave principal la cofradía se marchó allí en 2010. La hermandad abandonó en 2019 el templo, que actualmente alberga un taller.

## Estilo
Su estilo es contemporáneo, está caracterizada por sus trazas largas y sencillas, el templo cuenta con gran iluminación debido a sus cuatro vidrieras y su ojo de buey sobre la puerta. Actualmente el templo se encuentra completo en su totalidad a falta de la elaboración de la espadaña, en la cual se ubicará la campana del templo, dicha espadaña va coronada por la Santa Cruz.

## Altares

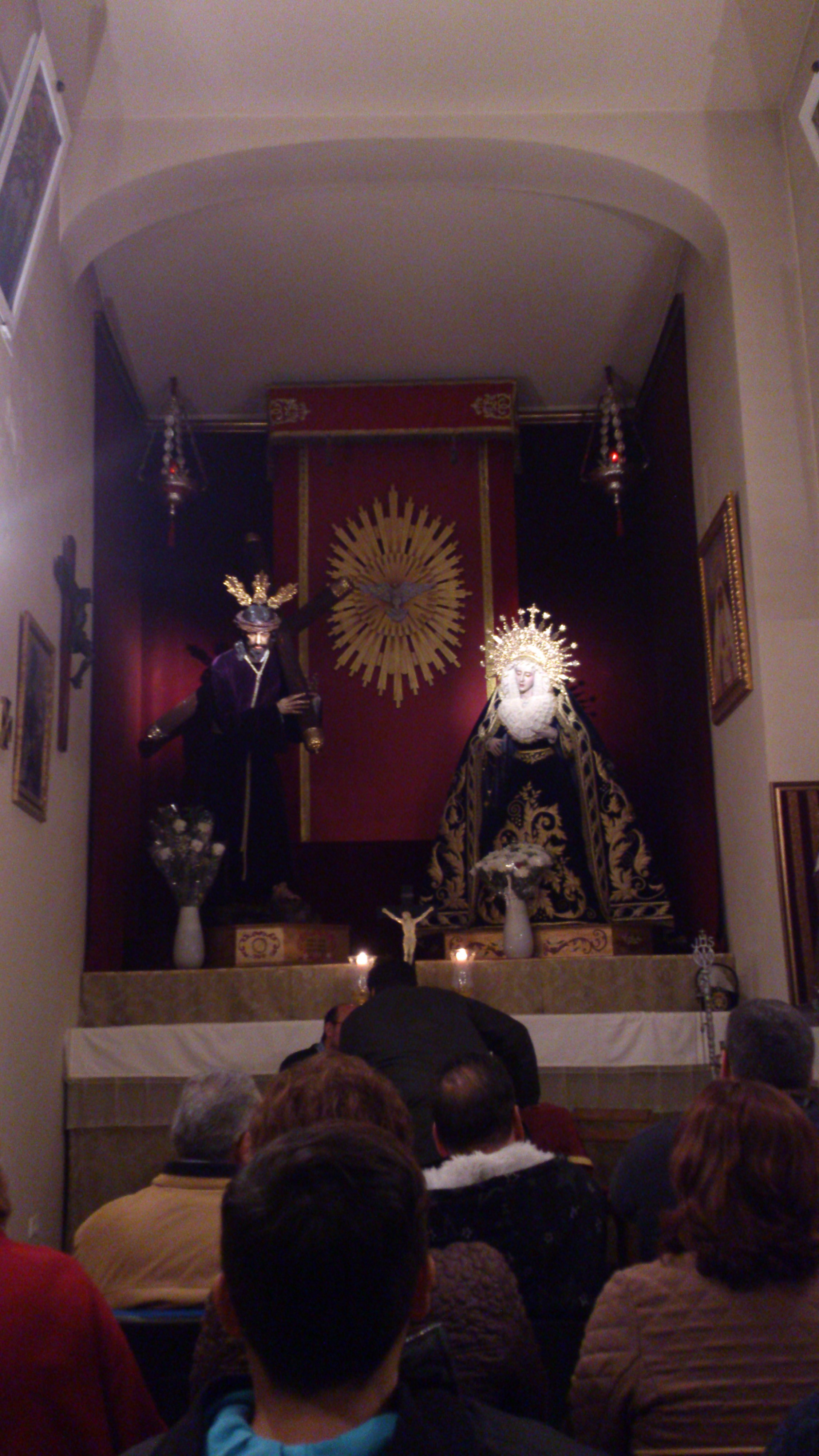
Interior de la Capilla del Consuelo

En el Altar Mayor podemos encontrar una talla del Espíritu Santo sobre el Sagrario, a su derecha el Señor del Amparo, cuya iconografía es un nazareno erguido y redimido camino del Gólgota; y a su izquierda la advocación que da nombre a la capilla, María Santísima del Consuelo.
Junto a la puerta de la sacristía encontramos el altar de Santa Ángela de la Cruz, la cual cuenta con gran devoción en la ciudad.

## La sacristía
Se compone por una pequeña sala y un amplio pasillo que conecta el exterior con un patio interior, a mano izquierda se encuentra la puerta lateral de la capilla. En el dintel de dicha puerta se coloca el coro si la solemnidad de la celebración así lo requiriese.

## La Hermandad
Este templo es la sede de la Hermandad y Cofradía de Nazarenos de Nuestro Señor del Amparo, María Santísima del Consuelo y Santa Ángela de la Cruz. Dicha cofradía realiza estación a la Catedral jerezana en la jornada del Miércoles Santo.
El paso de misterio representa a Jesús, cargado con la cruz al hombro, camino del Monte Calvario; en el segundo de los pasos de la cofradía se encuentra María Santísima del Consuelo, bajo un palio de trazas neoclásicas.
En el mes de noviembre, coincidiendo con la festividad de Santa Ángela de la Cruz, la hermandad realizá una procesión con La Santa como es popularmente conocida en la zona.